# Edificio residenziale di via Piagentina
Il cosiddetto edificio residenziale di via Piagentina, posto in via Piagentina, 29 - angolo via San Giovanni Bosco, 1, è una realizzazione dell'architetto Leonardo Savioli, considerata tra gli esempi più rappresentativi dell'architettura del XX secolo a Firenze.

## Storia
Commissionato dalla famiglia Bacci, come edificio per appartamenti, il progetto fu definito a partire dal 1964 da Leonardo Savioli in collaborazione con Danilo Santi. Forte della precedente esperienza progettuale del complesso di case popolari a Sorgane, il progettista riprese qui, adattandolo alle nuove esigenze del lotto e richieste della committenza, il medesimo criterio progettuale basato sull'assemblaggio di elementi modulari in cemento componibili liberamente.
L'opera fu realizzata in due anni (era già conclusa agli esordi del 1967) dall'impresa Sabatini. Il carattere sperimentale della struttura pose non pochi problemi strutturali che indussero il progettista a rivedere alcuni suoi assunti: in particolare fu realizzato soltanto in parte il sistema del guscio autoportante, giacché per necessità statiche fu fatta una struttura in travi e pilastri nel corpo sottostante il tetto lenticolare ed il vano scale; l'unico corpo realizzato integralmente secondo l'originario progetto di Savioli risulta dunque quello su via Don Bosco. Particolarmente complessa risultò inoltre la messa a punto della carpenteria della copertura, definita soltanto dopo vari tentativi.

## Descrizione

### Collocazione urbanistica
La casa è situata in un lotto d'angolo delimitato ad est da via Piagentina ed a nord da via don Bosco, all'intersezione di due assi ortogonali, quello longitudinale che dal fiume Arno va sino alle colline di Fiesole e quello trasversale, più asse di collegamento ideale che non visivo, che traguarda Santa Maria del Fiore. La scelta operata da Savioli di enfatizzare la dimensione verticale dei volumi trova dunque le sue radici da una parte nella volontà di affermare l'edificio come punto di riferimento spaziale avente una sua strategica collocazione nel tessuto urbano, e dall'altro nel riferimento alla continuità con la tipologia fiorentina della casa-torre. Tale rapporto di emergenza sul circostante, nel quale l'edificio si propone come polo generatore di un tessuto senza soluzione di continuità con quello entro le mura, è oggi scarsamente leggibile a seguito della successiva saturazione dell'isolato con edifici di notevole altezza.

### Esterni
L'edificio presenta una pianta articolata, inscrivibile in un impianto a "L" in cui uno dei due lati è ruotato di 60°, e si sviluppa su sei piani fuori terra su via Piagentina, quattro su via don Bosco, più uno seminterrato.
L'articolazione dei volumi ruota attorno all'elemento generatore, nonché asse verticale della composizione, del corpo scale e del vano ascensore, superficie piena e compatta interrotta sui due fronti soltanto da piccole luci feritoie e dalla porta di accesso ed agganciata al volume prospiciente la via Don Bosco da una sorta di ballatoio su spalti, anch'esso compatto e privo di aperture, nel quale è situata la scala di accesso al tetto praticabile.
Tali volumi, riconducibili a quattro con quello della torre del vano scale, sono individuabili sia per il diverso trattamento plastico delle facciate, sia perché l'architetto ne sottolinea l'articolazione tramite l'arretramento o la rotazione delle superfici, l'inserimento di profondi tagli verticali in facciata (si veda il nastro finestrato che isola il corpo ascensore sul fronte est e quello che segnala l'inclinazione del fronte nord), la diversa altezza e le diverse soluzioni di copertura. Allo stesso tempo il desiderio di ricondurre il tutto ad un unico organismo spaziale è evidenziato dalle soluzioni d'angolo, tutte curvilinee, che inevitabilmente suggeriscono l'andamento continuo delle superfici.
All'articolazione dei volumi corrisponde un'estrema varietà nelle aperture e nel rapporto pieno-vuoto, resa possibile dall'utilizzo di nove moduli in cemento assemblati secondo molteplici possibilità combinatorie: i balconi e i bow window, addensati sull'angolo sud-est attorno al pilastro che corre per tutta l'altezza, sono ciascuno diverso nel disegno, così come le finestre (ora luci, ora porte finestre, ora finestre, ora superfici vetrate, talvolta dotate di cornice aggettante, talvolta riquadrate) si distribuiscono in facciata attorno ad un asse verticale o liberamente, sempre comunque in corrispondenza con le esigenze di vita degli spazi interni. Da sottolineare che, alla continuità della cortina muraria, fa da contrappunto il trattamento degli elementi plastici delle finestre, in prevalenza ad angolo retto.

### Interni
Relativamente agli interni, l'edificio è caratterizzato da due appartamenti ai piani terra, primo e secondo, da uno agli altri: tutti sono caratterizzati da una zona soggiorno aperta, che funge da spazio di distribuzione. Il vano interrato è invece adibito a garage e magazzino. La continuità fra lo spazio esterno e quello interno è conseguita da Savioli tramite l'uso del cemento allo stato grezzo anche all'interno, con alcune zone pannellate a stucco lucido ed alcune intonacate.

## Fortuna critica
Sin dalla fase della costruzione, l'edificio suscitò nella critica italiana e straniera giudizi estremamente positivi, ponendosi, alla stessa stregua delle precedenti realizzazioni dell'architetto, tra gli esempi più convincenti del nuovo linguaggio plastico-spaziale degli anni Sessanta in Italia. Koenig (1968) ne loda l'effetto di ricchezza e varietà mentre Argan, Vinca Masini e Fanelli (1966), pur riconoscendo in alcune delle soluzioni proposte un evidente richiamo all'ultima architettura americana ed inglese ed a ricerche plastiche contemporanee nonché l'interesse per l'assemblaggio tecnologico, sottolineano il valore dello scambio tra esperienza architettonica e esperienza grafica.
L'edificio risulta uno degli esempi più convincenti di utilizzo di tutti gli elementi, funzionali e tecnologici, a fini espressivi: tutti i temi, dal pluviale all'infisso alla copertura, sono trattati con la medesima attenzione, in modo tale che l'autonomia semantica di ognuno contribuisce efficacemente all'organicità del tutto, dando vita ad un esempio di chiara e coerente autonomia stilistica. La scelta di Savioli si è rivelata invece meno felice per quanto concerne i materiali, giacché il cemento a faccia vista si è particolarmente deteriorato a seguito di un avanzato fenomeno di carboidratazione: tale fenomeno è particolarmente evidente negli angoli dei balconi e delle cornici delle finestre e nella copertura lenticolare, in cui si hanno attualmente fenomeni di distacco.